# Elizeu Aguiar
Elizeu Morais de Aguiar mais conhecido como Elizeu Aguiar (Piauí, 28 de maio de 1966) é um empresário e político brasileiro filiado ao Progressistas (PP).

## Trajetória Política
Filho de Raimundo Paulino de Aguiar e Maria do Carmo Ribeiro de Morais Aguiar, estudou Comunicação Social mas não se formou. Foi primeiro-secretário do Sindicato Sinhores (2002-2008), secretário do Diretório Estadual do PTB e, por duas ocasiões distintas, esteve a frente da Presidência do River Atlético Clube do Piauí, sendo a primeira vez num mandato de 2003-2006 e a segunda vez num mandato de 2009-2011.
Nas eleições de outubro de 2004 é eleito para o seu primeiro mandato de vereador de Teresina com 5.541 votos, um dos mais votados naquela eleição. Em 2008 é reeleito vereador da capital com 6.487 votos.
Em 2006 candidatou-se ao cargo de deputado federal, ficando na segunda suplência da coligação. Assumiu o mandato na Legislatura 2007-2011, de 6 de janeiro de 2009 a 6 de abril de 2010, em virtude da renúncia do suplente, Benedito Sá. Licenciou-se do mandato de Deputado Federal, na Legislatura 2007-2011, para tratamento de saúde, por 10 dias, a partir de 22 de março de 2009; por 4 dias, a partir de 6 de março de 2009; e por 5 dias, de 8 a 12 de fevereiro de 2010, sem convocação de Suplente.
Nas eleições estaduais de 2010, tenta uma nova disputa para Câmara Federal obtendo 57.779 votos, contudo não é eleito e fica na suplência do seu partido.
Elizeu Aguiar se candidatou pelo PSL a uma vaga no Senado Federal em 2018.